# 铂化铯
铂化铯是一种离子化合物，化学式为Cs2Pt，其中铂罕见地显负价——Pt2−。它是一个半导体，能隙0.9eV。

## 制备
铂化铯可以由铂和铯单质在钽(Ta)安瓿中反应得到，反应温度为700℃：
2 Cs + Pt → Cs2Pt

## 化学性质
铂化铯对空气和水极其敏感。
该盐的阴离子属于拟氧族元素。鉑化銫的晶体结构与Ni2In类似。每个铂原子周围有九个铯原子。来自铯的唯一价电子完全传递到铂原子。晶体是半透明，呈红色，能隙1.5 eV  。